# Diaspidiotus turanicus
Diaspidiotus turanicus är en insektsart som först beskrevs av Borchsenius 1935.  Diaspidiotus turanicus ingår i släktet Diaspidiotus och familjen pansarsköldlöss. Inga underarter finns listade i Catalogue of Life.